# Ichthyococcus

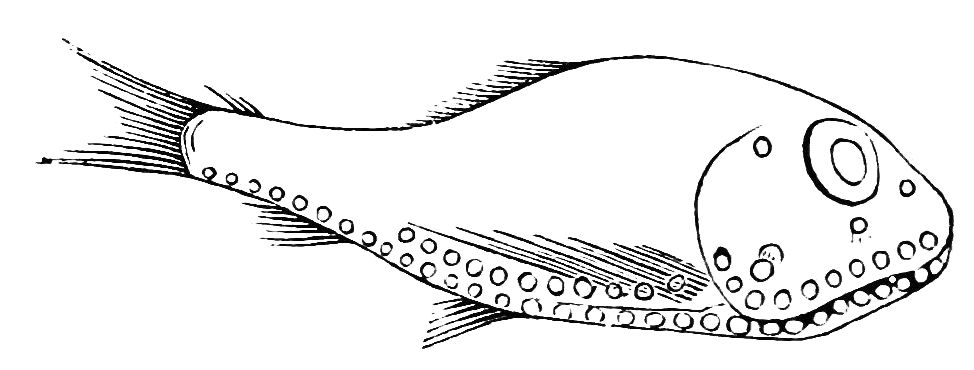
Ichthyococcus ornatus (il·lustració del 1882)

Ichthyococcus és un gènere de peixos pertanyent a la família Phosichthyidae.

## Descripció
- Ulls tubulars i dirigits dorsalment.
- Boca petita.
- 20-37 branquispines al primer arc.
- L'origen de l'aleta anal es troba molt per darrere del final de la base de l'aleta dorsal.
- Base de l'aleta anal més o menys igual o lleugerament més curta que la base de la dorsal.
- Presència d'una aleta dorsal adiposa.
- Tenen fotòfors.
- Absència de material glandular al cap i el cos.[4]

## Hàbitat
Són peixos oceànics i mesopelàgics que es troben a les regions tropicals i subtropicals de tots els oceans. Les larves viuen a prop de la superfície, mentre que els joves i els adults ho fan a 150-650 m de fondària. No fan migracions verticals diàries.

## Taxonomia
- Ichthyococcus australis (Mukhacheva, 1980)[5]
- Ichthyococcus elongatus (Imai, 1941)[6]
- Ichthyococcus intermedius (Mukhacheva, 1980)
- Ichthyococcus irregularis (Rechnitzer & Böhlke, 1958)[7]
- Ichthyococcus ovatus (Cocco, 1838)[8]
- Ichthyococcus parini (Mukhacheva, 1980)[9]
- Ichthyococcus polli (Blache, 1963)[10][11][12][13][14][15][16]